# 大智
大智（だいち）は、鎌倉時代後期から南北朝時代にかけての曹洞宗の僧。肥後国の出身。大智祖継（だいちそけい）とも。一般には大智禅師と呼ばれる。

## 略歴
肥後国宇土郡長崎（現・熊本県宇城市不知火町）生まれ。幼名は萬仲。7歳の時大慈寺の寒巌義尹に師事し、義尹の没後は鎌倉建長寺・京都法観寺・加賀大乗寺などを訪れている。正和3年（1314年）、中国（元）に渡り、古林清茂、雲外雲岫（うんがいうんしゅう）らに学び、正中元年（1324年）に日本に帰国した後は、瑩山紹瑾の指示により明峰素哲のもとで参禅した。その後加賀国に祇陀寺を開創し、さらに肥後国に聖護寺を開創、また肥後菊池氏の帰依を受けて廣福寺を創建し、菊地氏一族に大きな精神的影響を与えた。正平8年/文和2年（1353年）には有馬澄世の招きにより肥前国加津佐（現長崎県南島原市加津佐町）に赴き、水月山円通寺を創建。正平21年/貞治5年12月10日（1367年1月10日）、同地で没した。

## 法名の由来の伝説
大智という法名に関して、以下のような伝説が伝わっている。
齢七つの萬仲は、肥後大慈寺の寒巌義尹に弟子に入ることとなった。相見の時に寒巌が年齢を問うた「名前はなんと申す」「萬仲と申します」「幾つになる」「齢七つになります」そこで寒巌は手元の饅頭を勧めた。饅頭を食す姿を見て寒巌は問うた。「萬仲が饅頭を食べるとは、いかなる心地か」すると萬仲は澄まして答える。「大蛇が小蛇を食らうようなものです」その答えに甚く感心した寒巌は、川（大慈寺の傍を流れる緑川）を指差して言った。「この川は川舟の往来が激しく騒がしい、この場で舟の往来をとめて見せよ」萬仲座を立ち川を望む側の障子を閉て座に戻ると言った。「これで舟はとまりました」「ならば、その場を動かずにとめて見せよ」萬仲は黙って目を閉じた。七歳の智慧に甚く感心した寒巌は「なかなか知恵の回る小僧だ、出家したら小智と名乗るがよかろう」「いやでございます」「何故じゃ」「小智は菩提の障りとなります」寒巌は笑い、大智と名付けたという。